# Eumyias albicaudatus
El papamoscas de los Nilgiri (Eumyias albicaudatus) es una especie de ave paseriforme de la familia Muscicapidae endémica de las montañas del sur de la India.

## Descripción

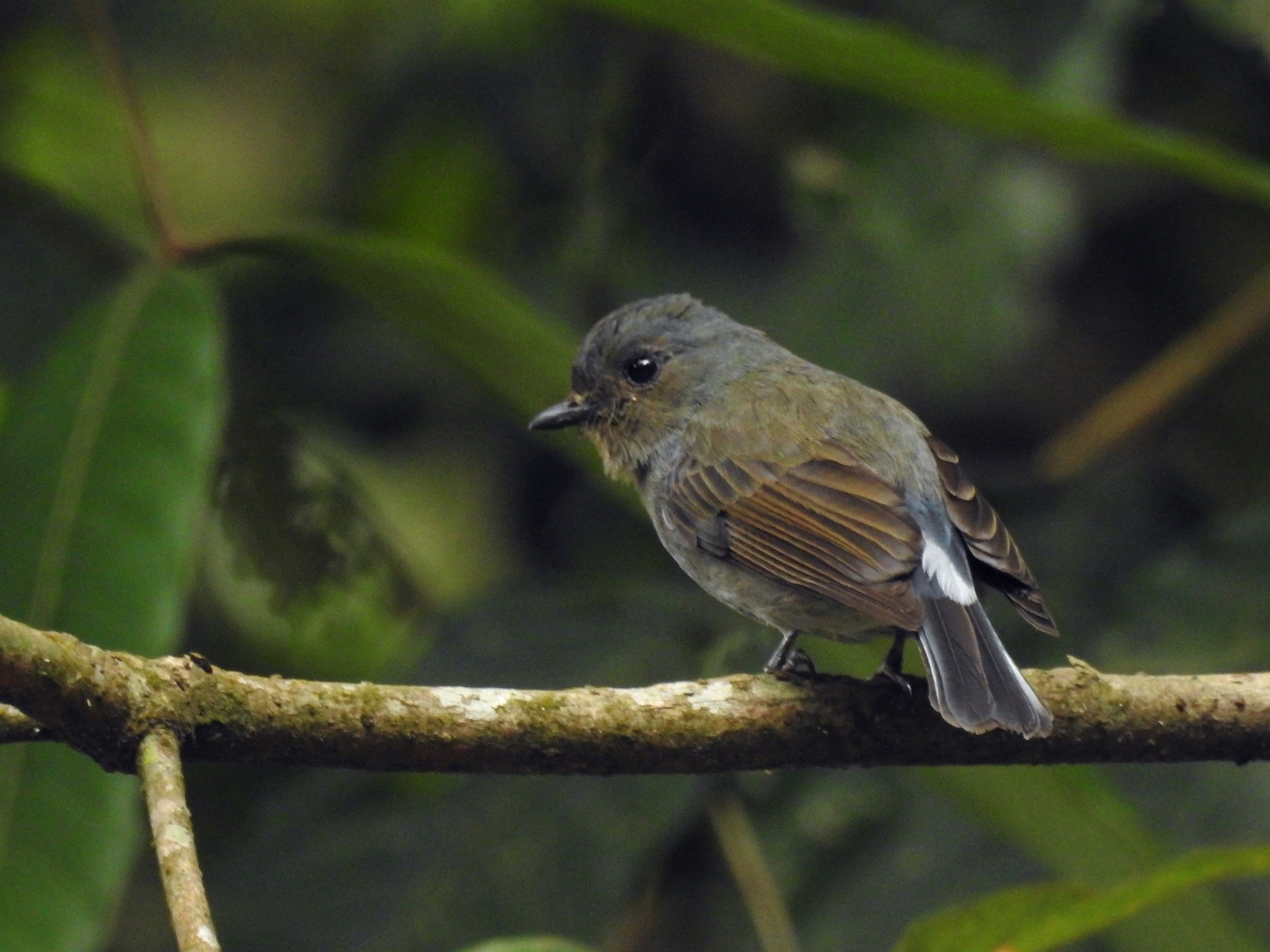
Hembra en la que se aprecia una de las manchas blancas de la base de la cola que caracterizan la especie.

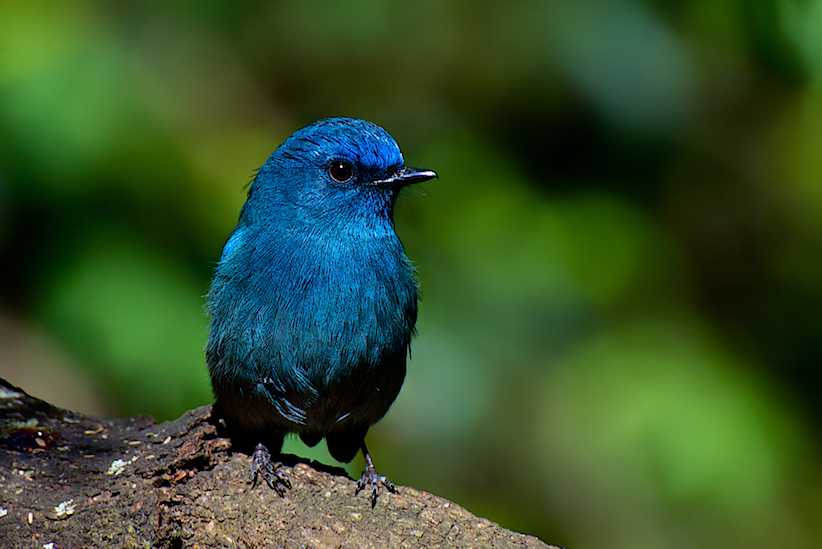
Macho.

Es un pájaro pequeño, de unos 13 cm de largo, y una cola relativamente larga. El macho tiene un plumaje de color añil intenso con ciertos tonos violáceos en la frente y el lorum, que además es más oscuro. Es más oscuro que su congénere el papamamoscas verdín, que pasa el invierno en la zona, y no presenta como este un contraste tan marcado entre el rostro claro y el lorum negruzco, y en cambio presenta dos manchas blancas en la base de la cola que no tiene su pariente norteño. La hembra es de coloración más discreta, con tonos pardos en las partes superiores y brisáceos en las inferiores. Las dos plumas centrales de su cola son azules y las laterales son pardas oscuras con el borde añil. La base de las plumas exteriores de la cola son blancas, pero no son visibles fácilmente cuando están posados. Las plumas de las alas con pardas oscuras con un fino borde exterior azul. Los juveniles son de color pardos oscuro con moteado crema y con un patrón escamado en la garganta y el pecho. Su pico y patas son de color negro y el iris de sus ojos es pardo oscuro.

## Distribución
Esta especie se encuentra en los montes más altos (principalmente por encima de los 1200 m) del sur de los Ghats occidentales: los montes Nilgiri, Palni, Anaimalai, Brahmagiri, Bababudan y Biligirrangan.
Su hábitat natural principal son los bosques shola en los alto de montes y montañas tropicales.

## Comportamiento y ecología

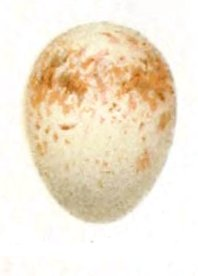
Huevo.

Como la mayoría de los demás papamoscas, se alimenta de insectos que cazan en el aire, a los que atrapan en vuelos cortos saltando desde un posadero, al que suelen volver. Se alimenta principalmente en el estrato bajo del bosque, aunque a veces puede encontrarse en las copas de los árboles. Su canto es una serie de ricos gorjeos que se parecen al canto de la tarabilla pía, mientras que su llamada más habitual es una nota nasal y suave tipo iip. Suelen permanecer posados en posición erguida y pían mientras agitan su cola arriba y abajo. 
Su época de cría es de marzo a junio, pero el periodo máximo de puesta de huevos a abril. Construyen su nido en el hueco de un árbol o en una cavidad en un talud de tierra. También usan los aleros de las casas y huecos en los puentes. Su nido es un cuenco hecho de musgos y líquenes en la parte externa y con el interior forrado con algunas plumas. La puesta suele constar de dos o tres huevos. Los huevos son de color marrón claro, con un moteado denso cerca del extremo más ancho.